# Med rymden i blodet
Med rymden i blodet är synthgruppen Adolphson & Falks  andra album, utgivet 1982. Texterna kretsar i stor utsträckning kring radioteknik, astronomi och människans samhörighet med kosmos tillsammans med Greg FitzPatricks syntarrangemang. 2011 kom en specialutgåva direktmastrad från originalbanden. 

## Låtlista
A1 Från Min Radio (4:05)

A2 Mr Jones' Maskin (4:10)

A3 Kroppens Automatik (3:55)

A4 Krafter Vi Aldrig Känner (7:45)

B1 Stockholmsserenad (3:50)

B2 Vidare (5:30)

B3 Bärande Våg (3:45)

B4 5:e Avenyn (7:05)

## Medverkande[2]

### Adolphson & Falk
- Anders Falk - Sång, Musik och textförfattare
- Tomas Adolphson - Sång, Musik, Gitarr (B2)
- Greg FitzPatrick - Arrangör, Synthesizer
- Dagge Lundqvist  - Mixning, Trummor

### Övriga medverkande
- Charles Davis - Saxofon (B4)

### Produktion
- Ermalm's Egenart - Omslag
- Kent Nyberg - Illustration
- Peter Dahl - Gravering
- Calle Bengtsson - Fotografi